# Le Bessat
Le Bessat é uma comuna francesa na região administrativa de Auvérnia-Ródano-Alpes, no departamento de Loire. Estende-se por uma área de 10,06 km². Em 2010 a comuna tinha 457 habitantes (densidade: 45,4 hab./km²).